# Ömer Lütfi Akad
Ömer Lütfi Akad (2 de septiembre de 1916 – 19 de noviembre de 2011) fue un director de cine turco activo en el ambiente del cine turco entre 1948 y 1974. En 1949 debutó como director con la película Vurun Kahpeye, una adaptación de la novela del mismo nombre de la autora Halide Edip Adıvar. Se convirtió en uno de los pioneros de la etapa conocida como la "Generación de los Directores". Su trilogía de 1970 The Bride, The Wedding and The Sacrifice es considerada su obra de mayor influencia. Más adelante se dedicó a la dirección de series de televisión.
Ömer Lütfi Akad nació el 2 de septiembre de 1916. Al terminar su educación secundaria en la escuela francesa Jeanne d’Arc y en la secundaria de Galatasaray, estudió finanzas en la Escuela Superior de Economía y Comercio de Estambul. Además de su ocupación como asesor financiero en la compañía de cine Sema, escribió artículos sobre teatro y cine. Después de dirigir más de 100 películas, Ömer Lütfi Akad enseñó veinte años en la Universidad de Bellas Artes de Mimar Sinan.
El director falleció el 19 de noviembre de 2011 a los 95 años en Estambul.

## Filmografía
| - Vurun Kahpeye - 1948 - Lüküs Hayat - 1950 - Tahir ile Zühre - 1951 - Arzu ile Kamber - 1951 - Kanun Namına - 1952 - İngiliz Kemal - 1952 - Altı Ölü Var - 1953 - Katil - 1953 - Çalsın Sazlar Oynasın Kızlar - 1953 - Bulgar Sadık - 1954 - Vahşi Bir Kız Sevdim - 1954 - Kardeş Kurşunu - 1954 - Görünmeyen Adam İstanbul'da - 1954 - Meçhul Kadın - 1955 - Kalbimin Şarkısı - 1955 - Ak altın - 1956 - Kara Talih - 1957 - Meyhanecinin Kızı - 1957 - Zümrüt - 1958 - Ana Kucağı - 1958 - Yalnızlar Rıhtımı - 1959 - Cilalı ibo'nun Çilesi - 1959 | - Yangın Var - 1959 - Dişi Kurt - 1960 - Sessiz Harp - 1961 - Üç Tekerlekli Bisiklet - 1962 - Tanrı'nın Bağışı Orman - 1964 - Sırat Köprüsü - 1966 - Hudutların Kanunu - 1966 - Kızılırmak Karakoyun - 1967 - Ana - 1967 - Kurbanlık Katil - 1967 - Vesikalı Yarim - 1968 - Kader Böyle İstedi - 1968 - Seninle Ölmek İstiyorum - 1969 - Bir Teselli Ver - 1971 - Mahşere Kadar - 1971 - Vahşi Çiçek - 1971 - Yaralı Kurt - 1972 - Gökçe Çiçek - 1973 - Gelin - 1973 - Düğün - 1974 - Diyet - 1975 - Esir Hayat - 1974 |

## Premios y nominaciones
| Evento                                    | Fecha de ceremonia | Categoría                | Producción        | Resultado |
| ----------------------------------------- | ------------------ | ------------------------ | ----------------- | --------- |
| Festival Internacional de Cine de Antalya | 1967               | Mejor película dramática | Hudutlarin Kanunu | Nominado  |
| Festival Internacional de Cine de Antalya | 1968               | Mejor película           | Vesilaki Yarim    | Nominado  |
| Festival Internacional de Cine de Antalya | 1974               | Mejor director           | Dugun             | Ganador   |
| Festival Internacional de Cine de Ankara  | 2001               | Premio honorario         |                   | Ganador   |